# Sybra marmorea
Sybra marmorea là một loài bọ cánh cứng trong họ Cerambycidae.